# Преновель
Пренове́ль (фр. Prénovel) — колишній муніципалітет у Франції, у регіоні Бургундія-Франш-Конте, департамент Жура. Населення — 302 осіб (2011).
Муніципалітет був розташований на відстані близько 370 км на південний схід від Парижа, 85 км на південь від Безансона, 29 км на південний схід від Лонс-ле-Соньє.

## Історія
У 1956-2015 роках муніципалітет перебував у складі регіону Франш-Конте. Від 1 січня 2016 року належав до нового об'єднаного регіону Бургундія-Франш-Конте.
1 січня 2016 року Преновель і Шо-де-Пре було об'єднано в новий муніципалітет Нанше.

## Демографія
Динаміка населення (Insee ):
Розподіл населення за віком та статтю (2006):
| Стать | Всього | До 15 років | 15-24 | 25-44 | 45-64 | 65-85 | Понад 85 |
| --- | ------ | ----------- | ----- | ----- | ----- | ----- | -------- |
| Чоловіки | 180    | 52          | 20    | 36    | 44    | 20    | 8        |
| Жінки | 144    | 24          | 8     | 48    | 40    | 24    | 0        |
| \| Статево-вікова піраміда \| Статево-вікова піраміда \| Статево-вікова піраміда \| \| ----------------------- \| ----------------------- \| ----------------------- \| \| Чоловіки \| Вік \| Жінки \| \| 8 \| 85 + \| 0 \| \| 0 \| 80-84 \| 0 \| \| 8 \| 75-79 \| 8 \| \| 4 \| 70-74 \| 4 \| \| 8 \| 65-69 \| 12 \| \| 0 \| 60-64 \| 4 \| \| 12 \| 55-59 \| 4 \| \| 20 \| 50-54 \| 4 \| \| 12 \| 45-49 \| 28 \| \| 20 \| 40-44 \| 4 \| \| 8 \| 35-39 \| 12 \| \| 4 \| 30-34 \| 16 \| \| 4 \| 25-29 \| 16 \| \| 12 \| 20-24 \| 8 \| \| 8 \| 15-20 \| 0 \| \| 12 \| 10-14 \| 4 \| \| 16 \| 5-9 \| 12 \| \| 24 \| 0-4 \| 8 \| |        |             |       |       |       |       |          |
| Статево-вікова піраміда |        |             |       |       |       |       |          |
| Чоловіки | Вік    | Жінки       |       |       |       |       |          |
| 8 | 85 +   | 0           |       |       |       |       |          |
| 0 | 80-84  | 0           |       |       |       |       |          |
| 8 | 75-79  | 8           |       |       |       |       |          |
| 4 | 70-74  | 4           |       |       |       |       |          |
| 8 | 65-69  | 12          |       |       |       |       |          |
| 0 | 60-64  | 4           |       |       |       |       |          |
| 12 | 55-59  | 4           |       |       |       |       |          |
| 20 | 50-54  | 4           |       |       |       |       |          |
| 12 | 45-49  | 28          |       |       |       |       |          |
| 20 | 40-44  | 4           |       |       |       |       |          |
| 8 | 35-39  | 12          |       |       |       |       |          |
| 4 | 30-34  | 16          |       |       |       |       |          |
| 4 | 25-29  | 16          |       |       |       |       |          |
| 12 | 20-24  | 8           |       |       |       |       |          |
| 8 | 15-20  | 0           |       |       |       |       |          |
| 12 | 10-14  | 4           |       |       |       |       |          |
| 16 | 5-9    | 12          |       |       |       |       |          |
| 24 | 0-4    | 8           |       |       |       |       |          |

## Економіка
2010 року серед 194 осіб працездатного віку (15—64 років) 152 були активними, 42 — неактивними (показник активності 78,4%, у 1999 році було 75,3%). З 152 активних мешканців працювало 135 осіб (68 чоловіків та 67 жінок), безробітними було 17 (9 чоловіків та 8 жінок). Серед 42 неактивних 13 осіб було учнями чи студентами, 18 — пенсіонерами, 11 були неактивними з інших причин.

У 2010 році в муніципалітеті числилось 117 оподаткованих домогосподарств, у яких проживали 303,0 особи, медіана доходів виносила 20 978,5 євро на одного особоспоживача